# Каменногорский сахарный завод
Каменногорский сахарный завод — предприятие пищевой промышленности в селе Каменногорка Ильинецкого района Винницкой области Украины, прекратившее производственную деятельность.

## История
Сахарный завод в Киевской губернии Российской империи был построен и начал работу в 1880е годы.
После окончания первой русской революции на Каменногорском сахарном заводе отбывала срок группа ссыльных поляков-революционеров, которые начали подпольную работу среди рабочих завода и распространяли листовки РСДРП.
После окончания боевых действий гражданской войны завод был восстановлен и возобновил работу как государственное предприятие.
В ходе Великой Отечественной войны в 1941 - 1944 гг. село было оккупировано немецкими войсками.
После войны завод (в это время находившийся на территории Китайгородского сельсовета) возобновил деятельность, а в дальнейшем вместе с обеспечивавшим его сырьем свеклосовхозом был объединён в Каменногорский сахарный комбинат.
После провозглашения независимости Украины комбинат перешёл в ведение Государственного комитета пищевой промышленности Украины.
В мае 1995 года Кабинет министров Украины утвердил решение о приватизации завода. В дальнейшем, государственное предприятие было преобразовано в открытое акционерное общество.
19 июля 2002 года по иску коммерческого банка "Аваль" хозяйственный суд Винницкой области признал ОАО "Каменногорский сахарный завод" банкротом и открыл в отношении предприятия ликвидационную процедуру.

## Дополнительная информация
- 7 марта 1960 года аппаратчица Каменногорского сахарного комбината А. П. Павленко стала Героем Социалистического Труда.
- доярка свеклосовхоза Каменногорского сахарного комбината М. И. Коцюруба являлась депутатом Верховного Совета УССР 10-11 созывов.